# Copa Mundial de Béisbol Sub-15 de 2022
La Copa Mundial de Béisbol Sub-15 de 2022 fue la quinta edición del torneo de béisbol internacional para jóvenes entre 14 y 15 años, organizado por la Confederación Mundial de Béisbol y Sóftbol, conocido antes como Campeonato Mundial Juvenil.

## Participantes
Los siguientes 13 equipos calificaron para el torneo, según la distribución de cupos:
| Competición    | Fecha | Sede   | Plazas | Clasificados                                              |
| -------------- | ----- | ------ | ------ | --------------------------------------------------------- |
| País anfitrión |       | México | 1      | México                                                    |
|                |       |        | 2      | República Checa Francia                                   |
|                |       |        | 6      | Cuba Estados Unidos Puerto Rico Panamá Venezuela Colombia |
|                |       |        | 2      | Japón China Taipéi                                        |
|                |       |        | 1      | Guam                                                      |
| Cupo África    |       |        | 1      | Sudáfrica                                                 |
| TOTAL          |       |        | 13     |                                                           |

## Sistema de competición
El torneo contó con tres fases divididas de la siguiente manera:
- Primera ronda: Los trece participantes son divididos en tres grupos de 4 y 5 equipos, clasificando a la súper ronda los dos primeros de cada grupo, los demás disputaron una ronda de consolidación para definir su posición en el torneo.

- Ronda de consolación: los terceros de cada grupo se enfrentaron entre sí para definir los puestos 7° al 9°, los otros cuatro equipos eliminados se enfrentaron entre sí para definir su posición en el torneo del puesto 10° al 13°.

- Súper ronda: Los dos equipos clasificados del grupo 1 de la primera fase se enfrentaron contra cada uno de los dos equipos clasificados del grupo 2 y 3.

- Finales: El equipo que finalizó en el 1° lugar de la Súper Ronda se enfrentó ante el equipo del 2° lugar por la medalla de oro y plata, mientras el 3° y 4° lugar se enfrentaron por la medalla de bronce.

## Ronda de apertura
Disputada del 10 al 14 en cinco jornadas.

### Grupo A
| Equipo          | G | P | Av    | Dif |
| --------------- | - | - | ----- | --- |
| Cuba            | 3 | 0 | 1.000 | -   |
| China Taipéi    | 2 | 1 | 0.667 | 1   |
| México          | 1 | 2 | 0.333 | 2   |
| República Checa | 0 | 3 | 0.000 | 3   |

     – Clasificados a la Súper Ronda.

     – Juegan la Ronda de Consolación 7° al 9°

     – Juegan la Ronda de Consolación 10° al 13°.
| Fecha        | Juego | Hora  | Visitante       | Resultado | Local           |
| ------------ | ----- | ----- | --------------- | --------- | --------------- |
| 26 de agosto | 4     | 22:30 | Cuba            | 4- 2      | México          |
| 27 de agosto | 7     | 17:00 | República Checa | 2 - 18    | Cuba            |
| 27 de agosto | 9     | 21:30 | México          | 1 - 2     | China Taipéi    |
| 28 de agosto | 13    | 19:00 | China Taipéi    | 7- 2      | República Checa |
| 29 de agosto | 18    | 21:30 | República Checa | 0 - 3     | México          |
| 30 de agosto | 22    | 21:30 | Cuba            | 3- 2      | China Taipéi    |

### Grupo B
| Equipo   | G | P | Av    | Dif |
| -------- | - | - | ----- | --- |
| Japón    | 3 | 0 | 1.000 | -   |
| Panamá   | 2 | 1 | 0.667 | 1   |
| Colombia | 1 | 2 | 0.333 | 2   |
| Francia  | 0 | 3 | 0.000 | 3   |

     – Clasificados a la Súper Ronda.

     – Juegan la Ronda de Consolación 7° al 9°

     – Juegan la Ronda de Consolación 10° al 13°.
| Fecha        | Juego | Hora  | Visitante | Resultado | Local    |
| ------------ | ----- | ----- | --------- | --------- | -------- |
| 26 de agosto | 3     | 21:30 | Colombia  | 0- 10     | Panamá   |
| 27 de agosto | 8     | 17:00 | Colombia  | 6 - 1     | Francia  |
| 27 de agosto | 10    | 21:30 | Panamá    | 0 - 4     | Japón    |
| 28 de agosto | 14    | 22:00 | Francia   | 7- 10     | Japón    |
| 29 de agosto | 17    | 21:30 | Francia   | 1 - 11    | Panamá   |
| 30 de agosto | 21    | 21:30 | Japón     | 7- 4      | Colombia |

### Grupo C
| Equipo         | G | P | Av    | Dif |
| -------------- | - | - | ----- | --- |
| Estados Unidos | 4 | 0 | 1.000 | -   |
| Puerto Rico    | 3 | 1 | 0.750 | 1   |
| Venezuela      | 2 | 2 | 0.500 | 2   |
| Guam           | 1 | 3 | 0.250 | 3   |
| Sudáfrica      | 0 | 4 | 0.000 | 4   |

     – Clasificados a la Súper Ronda.

     – Juegan la Ronda de Consolación 7° al 9°

     – Juegan la Ronda de Consolación 10° al 13°.
| Fecha        | Juego | Hora  | Visitante      | Resultado | Local          |
| ------------ | ----- | ----- | -------------- | --------- | -------------- |
| 26 de agosto | 1     | 12:30 | Sudáfrica      | 0- 29     | Estados Unidos |
| 26 de agosto | 2     | 12:30 | Puerto Rico    | 7 - 0     | Venezuela      |
| 27 de agosto | 5     | 12:30 | Sudáfrica      | 6 - 10    | Guam           |
| 27 de agosto | 6     | 12:30 | Venezuela      | 4 - 5     | Estados Unidos |
| 28 de agosto | 12    | 12:30 | Estados Unidos | 13 - 1    | Guam           |
| 28 de agosto | 11    | 15:30 | Puerto Rico    | 17 - 1    | Sudáfrica      |
| 29 de agosto | 15    | 12:30 | Estados Unidos | 15 - 4    | Puerto Rico    |
| 29 de agosto | 16    | 12:30 | Guam           | 1 - 11    | Venezuela      |
| 30 de agosto | 19    | 12:30 | Guam           | 0 - 13    | Puerto Rico    |
| 30 de agosto | 20    | 12:30 | Venezuela      | 15 - 1    | Sudáfrica      |

## Ronda de Consolidación

### Consolidación 7° al 9°
| Equipo    | G | P | Av    | Dif | CA | CP |
| --------- | - | - | ----- | --- | -- | -- |
| México    | 2 | 0 | 1.000 | -   |    |    |
| Venezuela | 1 | 1 | .500  | 1   |    |    |
| Colombia  | 0 | 2 | .000  | 2   |    |    |

| Fecha           | Juego | Hora  | Visitante | Resultado | Local     |
| --------------- | ----- | ----- | --------- | --------- | --------- |
| 1 de septiembre | 27    | 21:30 | México    | 8 - 3     | Venezuela |
| 2 de septiembre | 32    | 21:30 | Colombia  | 8 - 18    | Venezuela |
| 3 de septiembre | 38    | 21:30 | México    | 11 - 7    | Colombia  |

### Consolidación 10° al 13°
| Equipo          | G | P | Av    | Dif | CA | CP |
| --------------- | - | - | ----- | --- | -- | -- |
| República Checa | 3 | 0 | 1.000 | -   |    |    |
| Francia         | 2 | 1 | .667  | 1   |    |    |
| Guam            | 1 | 2 | .333  | 2   |    |    |
| Sudáfrica       | 0 | 3 | .000  | 3   |    |    |

| Fecha           | Juego | Hora  | Visitante       | Resultado | Local           |
| --------------- | ----- | ----- | --------------- | --------- | --------------- |
| 31 de agosto    | 24    | 12:30 | República Checa | 4 - 0     | Francia         |
| 1 de septiembre | 28    | 12:30 | Guam            | 0 - 10    | Francia         |
| 2 de septiembre | 33    | 12:30 | Sudáfrica       | 1 - 8     | Francia         |
| 2 de septiembre | 35    | 17:00 | Guam            | 1 - 6     | República Checa |
| 3 de septiembre | 39    | 12:30 | Sudáfrica       | 0 - 10    | República Checa |

## Súper ronda
Se disputó del 16 al 18 de agosto de 2022 por los tres primeros equipos de cada grupo de la primera ronda.
| Equipo         | G | P | Av    | Dif |
| -------------- | - | - | ----- | --- |
| Estados Unidos | 4 | 1 | 0.800 | -   |
| Cuba           | 4 | 1 | 0.800 | -   |
| China Taipéi   | 3 | 2 | 0.600 | 1   |
| Japón          | 3 | 2 | 0.600 | 1   |
| Puerto Rico    | 1 | 4 | 0.200 | 3   |
| Panamá         | 0 | 5 | 0.000 | 4   |

     – Juegan por el título mundial sub-15.

     – Juegan por el tercer puesto.
| Fecha           | Juego | Hora  | Visitante      | Resultado | Local          |
| --------------- | ----- | ----- | -------------- | --------- | -------------- |
| 31 de agosto    | 25    | 17:00 | China Taipéi   | 9 - 0     | Puerto Rico    |
| 31 de agosto    | 23    | 21:30 | Estados Unidos | 6 - 12    | Japón          |
| 31 de agosto    | 26    | 21:30 | Panamá         | 3 - 8     | Cuba           |
| 1 de septiembre | 29    | 15:30 | Panamá         | 5 - 6     | Estados Unidos |
| 1 de septiembre | 30    | 19:00 | Puerto Rico    | 4 - 5     | Cuba           |
| 1 de septiembre | 31    | 22:00 | China Taipéi   | 6 - 4     | Japón          |
| 2 de septiembre | 34    | 12:30 | Puerto Rico    | 7 - 2     | Panamá         |
| 2 de septiembre | 37    | 17:00 | China Taipéi   | 0 - 10    | Estados Unidos |
| 2 de septiembre | 36    | 21:30 | Cuba           | 7 - 0     | Japón          |
| 3 de septiembre | 41    | 12:30 | China Taipéi   | 5 - 4     | Panamá         |
| 3 de septiembre | 40    | 17:00 | Puerto Rico    | 1 - 9     | Japón          |
| 3 de septiembre | 42    | 21:30 | Cuba           | 1 - 11    | Estados Unidos |

## Tercer lugar

### China Taipéivs.Japón
Programado para el día 4 de septiembre, no se diputó
| Equipo       | C | H | E |
| ------------ | - | - | - |
| China Taipéi | 7 | 0 | 0 |
| Japón        | 0 | 0 | 0 |

Umpires HP:
Asistencia: 

Duración: hrs

## Final

### Cubavs.Estados Unidos
Se disputó el día 4 de septiembre
| Equipo         | 1 | 2 | 3 | 4 | 5 | 6 | 7 | C | H | E |
| -------------- | - | - | - | - | - | - | - | - | - | - |
| Cuba           | 0 | 0 | 3 | 0 | 0 | 0 | 0 | 3 | 6 | 0 |
| Estados Unidos | 1 | 1 | 1 | 0 | 1 | 0 | X | 4 | 6 | 0 |

LG: Zane Burns  LP: Daniel Reyes Nuñez  SV: Ryan Harwood  

## Posiciones finales
La tabla muestra la posición final de los equipos.
| Pos                            | Equipo          | Record |
| ------------------------------ | --------------- | ------ |
|                                | Estados Unidos  | 8 - 1  |
|                                | Cuba            | 6 - 2  |
|                                | China Taipéi    | 6 - 2  |
| 4°                             | Japón           | 5 - 3  |
| Eliminados en la súper ronda   |                 |        |
| 5°                             | Puerto Rico     | 4 - 4  |
| 6°                             | Panamá          | 2 - 5  |
| Eliminados en la primera ronda |                 |        |
| 7°                             | México          | 3 - 2  |
| 8°                             | Venezuela       | 3 - 3  |
| 9°                             | Colombia        | 1 - 4  |
| 10°                            | República Checa | 3 - 3  |
| 11°                            | Francia         | 2 - 4  |
| 12°                            | Guam            | 1 - 5  |
| 13°                            | Sudáfrica       | 0 - 6  |